# Moravice
Moravice so naselje na Hrvaškem, ki upravno spada pod mesto Vrbovsko; le-ta pa spada pod Primorsko-goransko županijo.
Moravice, prej Komorske Moravice in Srpske Moravice, so naselje v Gorskem kotarju. Ležijo okoli 10 km severozahodno od Vrbovskega na nadmorski višini 453 m ob cesti in železniški progi Zagreb-Reka. Naselje je bilo ustanovljeno v Drugi polovici 16. stoletja, ko so se sem naselili begunci iz porečja reke Krke v Dalmaciji. V začetku 17. stoletja pa so se sem naselili še begunci s porečja reke Une, kateri so bili pretežno pravoslavne vere. V tem času so Moravice prišle v posest plemiške rodbine Zrinski. Po zlomu zrinsko-frankopanske zarote leta 1661 — Peter IV. Zrinski se je skupaj s svakom Krstom II. Frankopanom zapletel v neuspelo zaroto proti dunajskemu dvoru, oba so nato leta 1671 usmrtili — posest Zrinskih pa je pripadala ogrski, kasneje pa avstrijski kroni. Naselje se je pričelo močneje razvijati po izgradnji železniške proge. V naselju stoji  
pravoslavna cerkev sv. Velikomučenika Georgija. Leta 1919 se je kraj iz Komorskih Moravic preimenoval v Srpske Moravice, današnje ime pa je v uporabi od leta 1996.

## Demografija
| Pregled števila prebivalcev po letih | Pregled števila prebivalcev po letih | Pregled števila prebivalcev po letih | Pregled števila prebivalcev po letih | Pregled števila prebivalcev po letih | Pregled števila prebivalcev po letih | Pregled števila prebivalcev po letih | Pregled števila prebivalcev po letih | Pregled števila prebivalcev po letih | Pregled števila prebivalcev po letih | Pregled števila prebivalcev po letih | Pregled števila prebivalcev po letih | Pregled števila prebivalcev po letih | Pregled števila prebivalcev po letih | Pregled števila prebivalcev po letih |
| ------------------------------------ | ------------------------------------ | ------------------------------------ | ------------------------------------ | ------------------------------------ | ------------------------------------ | ------------------------------------ | ------------------------------------ | ------------------------------------ | ------------------------------------ | ------------------------------------ | ------------------------------------ | ------------------------------------ | ------------------------------------ | ------------------------------------ |
| 1857                                 | 1869                                 | 1880                                 | 1890                                 | 1900                                 | 1910                                 | 1921                                 | 1931                                 | 1948                                 | 1953                                 | 1961                                 | 1971                                 | 1981                                 | 1991                                 | 2001                                 |
| 477                                  | 638                                  | 131                                  | 349                                  | 515                                  | 773                                  | 832                                  | 1241                                 | 734                                  | 974                                  | 916                                  | 956                                  | 814                                  | 841                                  | 797                                  |